# Бошњачки блок (Црна Гора)
Бошњачки блок (бошњ. Bošnjački blok), такође познат и као Бошњачки блок за јединствени Санџак, односно Бошњачки блок за очување државне заједнице Србије и Црне Горе, бивша је коалиција неколицине политичких и културних организација бошњачког народа у Црној Гори, која је основана у прољеће 2006. године. Бошњачки блок се залагао за очување јединственог Санџака, противећи се свим даљим државно-политичким подјелама те области. Полазећи од тог основног циља, прваци Бошњачког блока нису подржавали замисао о одвајању Црне Горе од Србије, сматрајући да би то довело до коначне и неповратне подјеле Санџака и даље фрагментације и маргинализације бошњачког народа у читавом региону. Наступајући са таквих позиција, Бошњачки блок је у априлу 2006. године позвао Бошњаке у Црној Гори да се на предстојећем референдуму о државном статусу не изјашњавају у прилог независности. У склопу реализације својих стратешких опредјељења, прваци Бошњачког блока су током референдумске кампање сарађивали са разним политичким и друштвеним организацијама које су се такође залагале за очување Државне заједнице Србије и Црне Горе.

## Дјелатност
Крајем 2005. и почетком 2006. године, у вријеме припрема за одржавање референдума о државном статусу Црне Горе, бошњачки народ се у црногорском дијелу Санџака суочио са великим политичким и историјским изазовима, који су проистицали из могуће државно-политичке подјеле Санџака, која би наступила као посљедица евентуалног распада тадашње Државне заједнице Србије и Црне Горе. Таква подјела је са собом носила опасност од даље фрагментације и маргинализације Бошњака, што је изазивало забринутост међу бошњачким политичким првацима, како у Црној Гори, тако и у Србији.
Настојећи да црногорске Бошњаке придобије за концепт независне Црне Горе, државне власти су почетком 2006. године извршиле снажан притисак на поједине бошњачке странке и друге организације у циљу њиховог сврставања уз блок који се залагао за одвајање Црне Горе од Србије, што је резултирало стварањем обједињене Бошњачке странке, која је ступила у преговоре са црногорским владајућим странкама.
Преговори су резултирали склапањем Подгоричког споразума, који је потписан 23. марта 2006. године између представника Бошњачке странке и владајуће Демократске партије социјалиста Црне Горе. У замјену за подршку ДПС-а рјешавању кључних питања од значаја за бошњачки народ у Црној Гори, Бошњачка странка се обавезала да ће подржати одвајање Црне Горе од Србије. Након склапања споразума, руководство БС је позвало бошњачке гласаче да на предстојећем референдуму гласају за независност Црне Горе.
Такво сврставање дијела бошњачких првака уз сепаратистички блок изазвало је забринутост у другом дијелу бошњачке политичке и културне јавности у Црној Гори, а првенствено међу оним бошњачким првацима који су се противили подјели Санџака, руководећи се ширим интересима бошњачког народа. Стога је током прољећа 2006. године покренута иницијатива да се на сврставање дијела бошњачких првака уз сепаратистички блок одговори стварањем аутентичног Бошњачког блока у виду шире коалиције бошњачких политичких и културних организација које су се противиле подјели Санџака и даљој фрагментацији бошњачког народа. Такву иницијативу је крајем марта 2006. године подржало и Бошњачко национално вијеће из Новог Пазара.
У склопу реализације ове замисли, дошло је до низа састанака између представника појединих бошњачких политичких и културних организација у Црној Гори, што је резултирало стварањем Бошњачког блока, након чега је дошло до успостављања сарадње између Бошњачког блока и других политичких оранизација које су се такође залагале за очување државне заједнице. Након тога, челници Бошњачког блока су се активно укључили у референдумску кампању, позивајући Бошњаке у Црној Гори да гласају против државне независности која би довела до цијепања Санџака.
Појава Бошњачког блока изазвала је узбуну међу црногорским сецесионистима, којима су гласови Бошњака у том тренутку били неопходни. Стога је у црногорским медијима отпочела жестока кампања против челника Бошњачког блока, а такође је поведена и посебна кампања против бошњачких првака из Србије, који су се такође противили подјели Санџака. У свеопшту кампању против челника Бошњачког блока укључили су се и поједини страни медији (Slobodna Evropa, Deutsche Welle) који су отворено подржавали сецесију Црне Горе. Кампања у медијима је потом резултирала низом инцидената и физичких напада на челнике Бошњачког блока од стране радикалних присталица независности Црне Горе.
Непосредно након референдума, који је одржан 21. маја 2006. године, постало је очигледно да је током гласања дошло до бројних неправилности. Представници Бошњачког блока су тим поводом јавно указали на велике пропусте који су учињени током спровођења референдумског процеса, поготово на подручју општине Плав. Упркос бројних приговора, званични резултати референдума су спроведени у дјело 3. јуна 2006. године, када је Црна Гора и званично прогласила државну независност, што је довело до коначне државно-политичке подјеле Санџака и одвајања бошњачког народа у Црној Гори од бошњачког народа у Србији.